# 流亡 (戲劇作品)
《流亡》（Exiles），是喬伊斯唯一傳世的戲劇，發表於1918年，取材自《都柏林人》中〈往生者〉（The Dead）的短篇小說。《流亡》可說是喬伊斯短篇小說集《都柏林人》的一個成功的戲劇。